# Huma

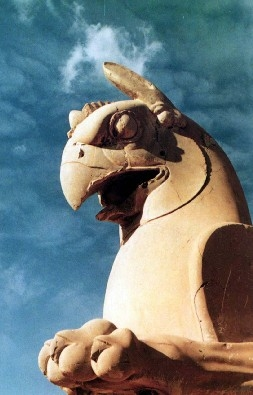
Representação do Huma em Persépolis, no Irão. De acordo com a interpretação popular, estas estátuas representam o Huma

Huma (em persa: هما), também conhecido por Homa, é um pássaro mítico de lendas e fábulas iranianas, e continua como um motivo comum na poesia sufi e divã. Embora existam muitas lendas da criatura, todas elas se referem ao ponto em que o pássaro é dito para nunca mais descer até ao chão e, em vez disso, viver toda a sua vida voando invisivelmente acima da Terra.

## Mitos e lendas
Diz-se que o pássaro Huma nunca descansa, vivendo a sua vida inteira voando invisivelmente acima da terra e nunca descendo até ao chão (em algumas lendas, ele não tem pernas).

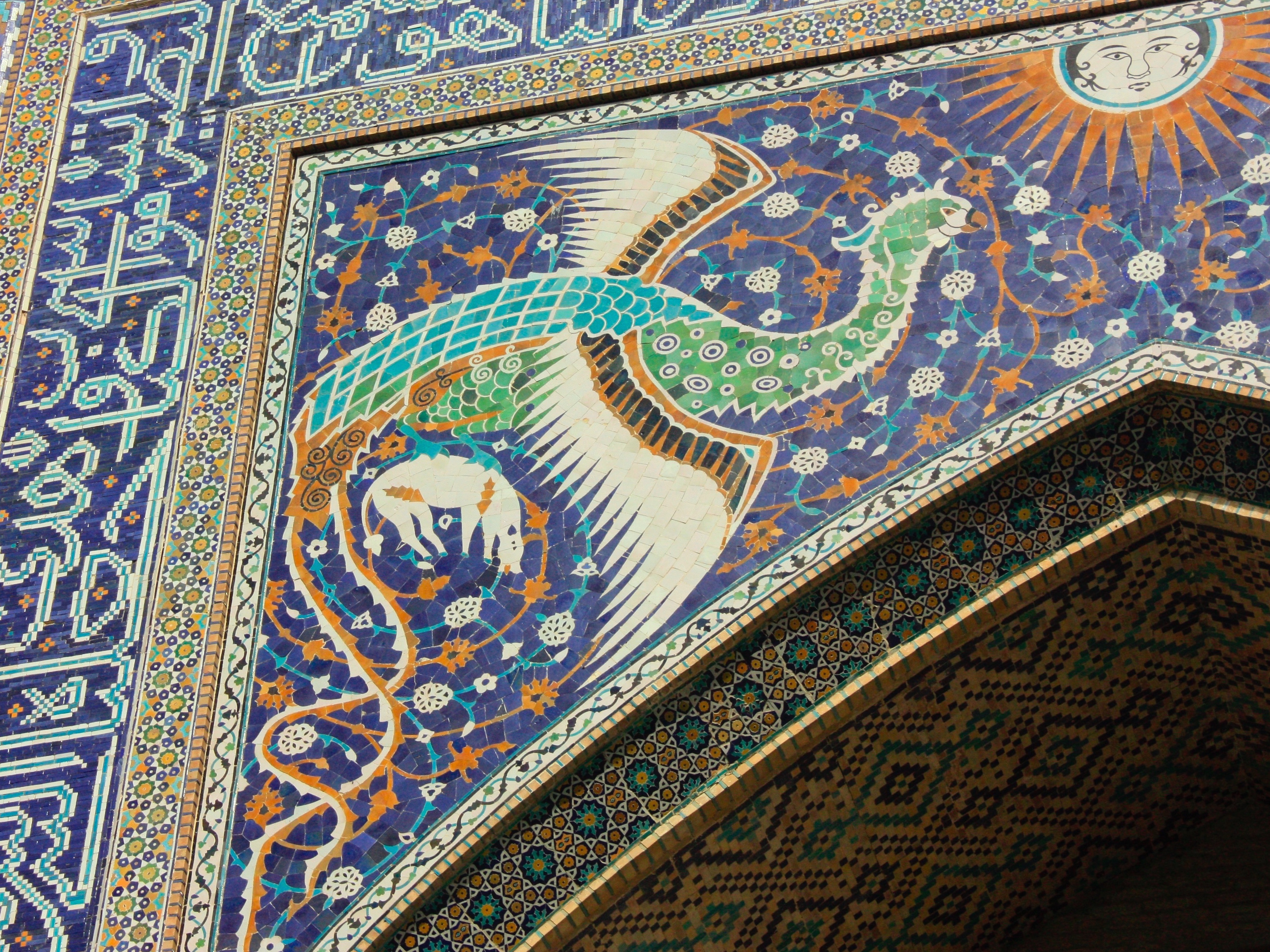
Mosaico do mítico pássaro Huma

Em várias variações dos mitos de Huma, o pássaro é dito ser semelhante a uma fénix, consumindo-se em fogo a cada poucos anos, apenas para se elevar de novo das cinzas. O pássaro Huma diz ter as naturezas masculina e feminina em um corpo, cada natureza com uma asa e uma perna. Huma é considerado compassivo e um "pássaro de fortuna" uma vez que a sua sombra (ou toque) é auspiciosa.
Na tradição Sufi, pegar o Huma é além da imaginação mais louca, mas pegar um vislumbre dele ou até mesmo uma sombra dele certamente fará um feliz pelo resto de sua vida. Também se acredita que Huma não pode ser pego vivo, e a pessoa que mata um Huma morrerá em quarenta dias.
Na poesia otomana, a criatura é muitas vezes referida como uma "ave do paraíso", e as primeiras descrições europeias das espécies Paradisaeidae retrataram os pássaros como sem asas ou pernas, e as aves foram assumidas para permanecerem no alto suas vidas inteiras.
Na obra-prima alegórica de Attar de Nixapur "A Conferência dos Pássaros", um exemplo de trabalho sufi na literatura persa, o pássaro Huma é retratado como um aluno que se recusa a empreender uma jornada porque tal compromisso comprometeria o privilégio de conferir soberania a aqueles que voou sobre. Na literatura iraniana, esta função de atribuição de realeza do pássaro Huma é identificada com monarcas pré-islâmicos, e fica em frente a corvos, que é uma metáfora para os árabes. A lenda também aparece na arte não sufi.
A função de atribuição do reinado do pássaro Huma reaparece em histórias indianas da era Mughal, nas quais a sombra (ou a descer) do pássaro Huma na cabeça ou no ombro de uma pessoa foi dito para conferir (ou predizer) a realeza. Consequentemente, as penas que decoram os turbantes dos réis foram ditas plumagem do pássaro Huma.
O professor sufi Inayat Khan dá à lenda da realeza concedida uma dimensão espiritual: "Seu verdadeiro significado é que, quando os pensamentos de uma pessoa evoluem de modo a quebrarem todas as limitações, ela se torna como um rei. É a limitação do idioma que só pode descrever O Altíssimo como algo como um rei".
O pássaro Huma simboliza alteza inalcançável na literatura popular turca.

## Legacy

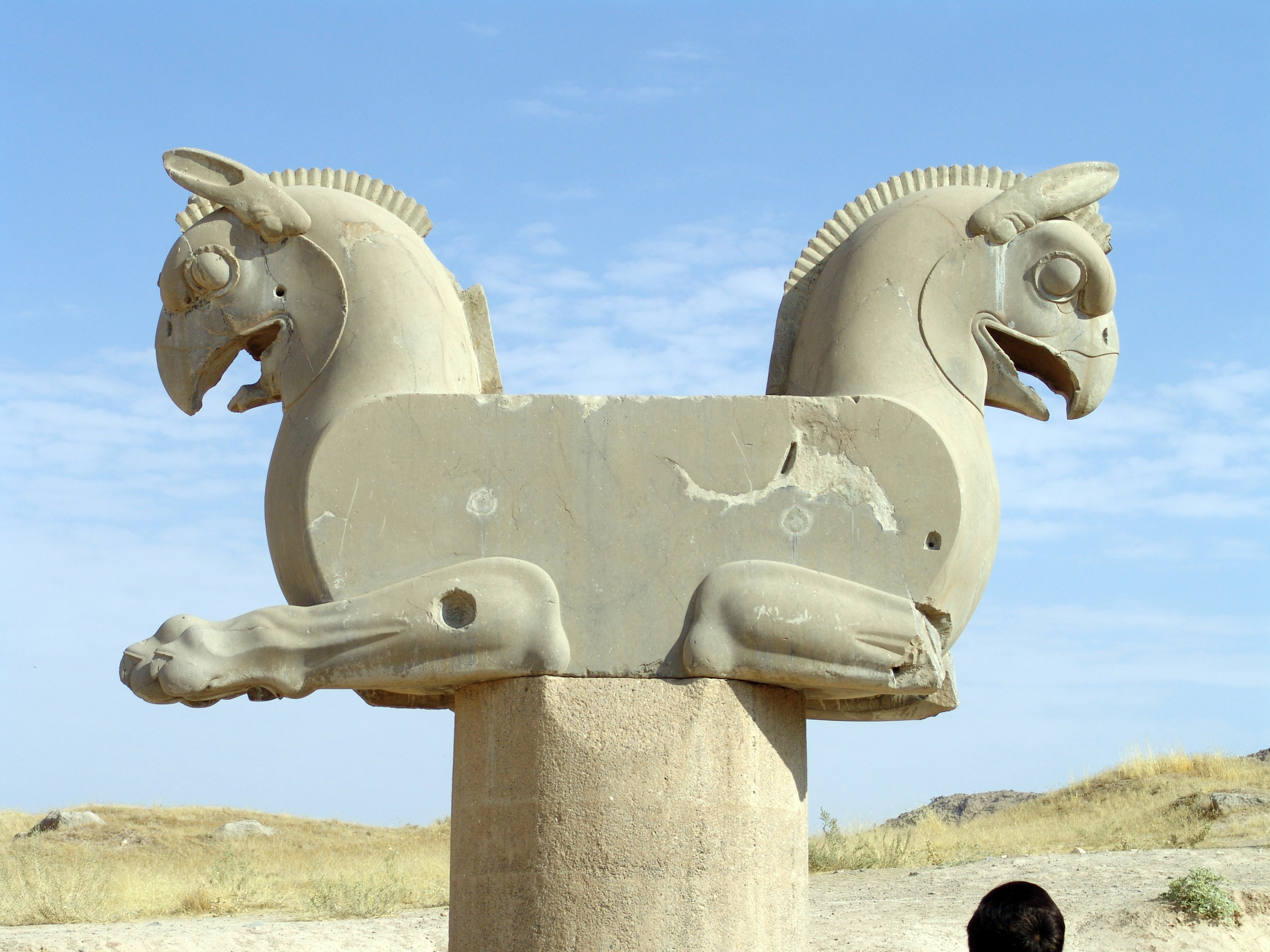
Estátua com dois serem semelhantes a grifos, que datam de cerca de 500 a.C. em Persepolis, no Irão. Considera-se estas duas formas representações do Huma

Um catálogo do Museu Britânico titula uma fotografia dos capitais semelhantes a grifo em Persepolis com "Capital de coluna na forma de grifos (conhecido localmente como "pássaros homa")". O acrônimo da língua persa para "Iran National Airline" é HOMA e o emblema da companhia aérea é a renderização estilizada da ave.